# Brian Stowell
Pour les articles homonymes, voir Stowell.
Brian Stowell, né le 6 septembre 1936 à Douglas  (île de Man) et mort le 18 janvier 2019, est un professeur de physique, un linguiste, un écrivain, et un animateur de radio mannois. Il est considéré comme un des acteurs essentiels de la survie de la langue mannoise.

## Biographie
Alors étudiant, Brian Stowell découvre et apprend la langue mannoise en réalisant des enregistrements des locuteurs âgés. Il participe aux émissions de radio pour Manx Radio ("Radio Vannin" en mannois). Maîtrisant parfaitement le gaélique d'Irlande, il a traduit des cours de gaélique d'Irlande en manx. On dit manx, manxois ou mannois en français, en anglais on dit souvent Manx Gaelic, ce qui permet d'identifier immédiatement la branche gaélique (langues gaéliques) à laquelle appartient le mannois avec le gaélique d'Irlande (irlandais) et le gaélique d'Ecosse (gaélique écossais), l'autre branche étant la branche brittonique (langues brittoniques), à laquelle appartiennent le breton, le gallois et le cornique. Brian Stowell a toujours été un membre très actif des Congrès celtiques internationaux (cf Congrès celtique).
En 2008, Stowell a reçu le prix Reih Bleeaney Vanannan ("Personnalité de l'année de l'île de Man") de la Manx Heritage Foundation pour ses contributions exceptionnelles à la culture manx.

## Œuvres
Brian Stowell a publié des œuvres en mannois, entre autres Contoyryssyn Ealish ayns Cheer ny Yindyssyn, une traduction mannoise d'Alice au pays des merveilles, publiée en 1990. En mars 2006, il sort le premier roman écrit en mannois : Dunveryssyn yn Tooder-Folley (Les Meurtres des Vampires).